# Elke Back
Elke Back (verh. Elke Hagemann; * 4. März 1944 in Wiesbaden) ist eine ehemalige deutsche Primaballerina.

## Leben
Elke Back besuchte im Alter von acht Jahren die Ballettschule am Staatstheater Wiesbaden und stand im Alter von zehn Jahren das erste Mal auf der Bühne. Ihre Reifeprüfung machte sie 1961 in Frankfurt/Main. Back hatte anschließend Engagements an der Württembergischen Landesbühne in Esslingen, am Theater Hagen (Spielzeit 1961/62) und am Staatstheater Braunschweig (1962–1964).
Zur Spielzeit 1964/65 wurde sie als Solotänzerin ans Landestheater Linz (Oberösterreich) verpflichtet und avancierte zur Primaballerina. Anschließend ging sie als Solotänzerin mit der Berliner Gastspieloper und dem Operettentheater Budapest (Spielzeit 1966/67) auf Tournee. 1966 hatte sie Engagements bei den Richard-Wagner-Festspielen in Bayreuth und am Nürnberger Stadttheater. Ab der Spielzeit 1967/68 war sie noch für zwei Spielzeiten als Gruppentänzerin an den Städtischen Bühnen Dortmund engagiert. Da ihr Körper jedoch den ständigen Überforderungen nicht mehr standhielt, beendete sie ihre Karriere im Alter von 26 Jahren.
Als Elke Hagemann ist sie verheiratet und lebte seit 1984 mit Ehemann und Sohn im badischen Görwihl. 2003 wanderte das Paar nach Lanzarote aus. 2011 stellte sie ihre Autobiographie auf der Leipziger Buchmesse vor.

## Autobiografie
- Elke Back: 1. Klasse Tanzexpress. Reise durch das Leben einer Ballerina, Projekte-Verlag Cornelius, Halle/Saale 2011, ISBN 978-3-86237-452-6 (BoD)